# Грамоти XIV ст.
«Гра́моти XIV ст.» — збірник грамот XIV ст., написаних староукраїнською мовою. Виданий 1974 року в Києві, видавництві Наукова думка, Інститутом мовознавства ім. О. О. Потебні АН УРСР. Упорядник збірки — мовознавець Марія Пещак. Відповідальний редактор — академік Віталій Русанівський. Базується на пам'ятках юридично-ділового стилю. За можливості тексти грамот супроводжуються фотокопіями оригіналів. Містить бібліографію історичної, палеографічної та мовознавчої літератури як до кожної грамоти зокрема, так і до тих історичних осіб і географічних назв, що згадуються в цих документах і подаються в покажчиках. Різночитання публікацій пам'яток, вперше зведені разом.

## Видання
- Грамоти XIV ст. / Упорядкування, вступна стаття, коментарі і словники-покажчики М. М. Пещак. Київ: Наукова думка, 1974. 256 с. (Пам'ятки української мови).